# Ephialtes macer
Ephialtes macer är en stekelart som beskrevs av Cresson 1868. Ephialtes macer ingår i släktet Ephialtes och familjen brokparasitsteklar. Inga underarter finns listade i Catalogue of Life.